# Droits de l'enfant au Mali
Vous lisez un « bon article » labellisé en 2010.

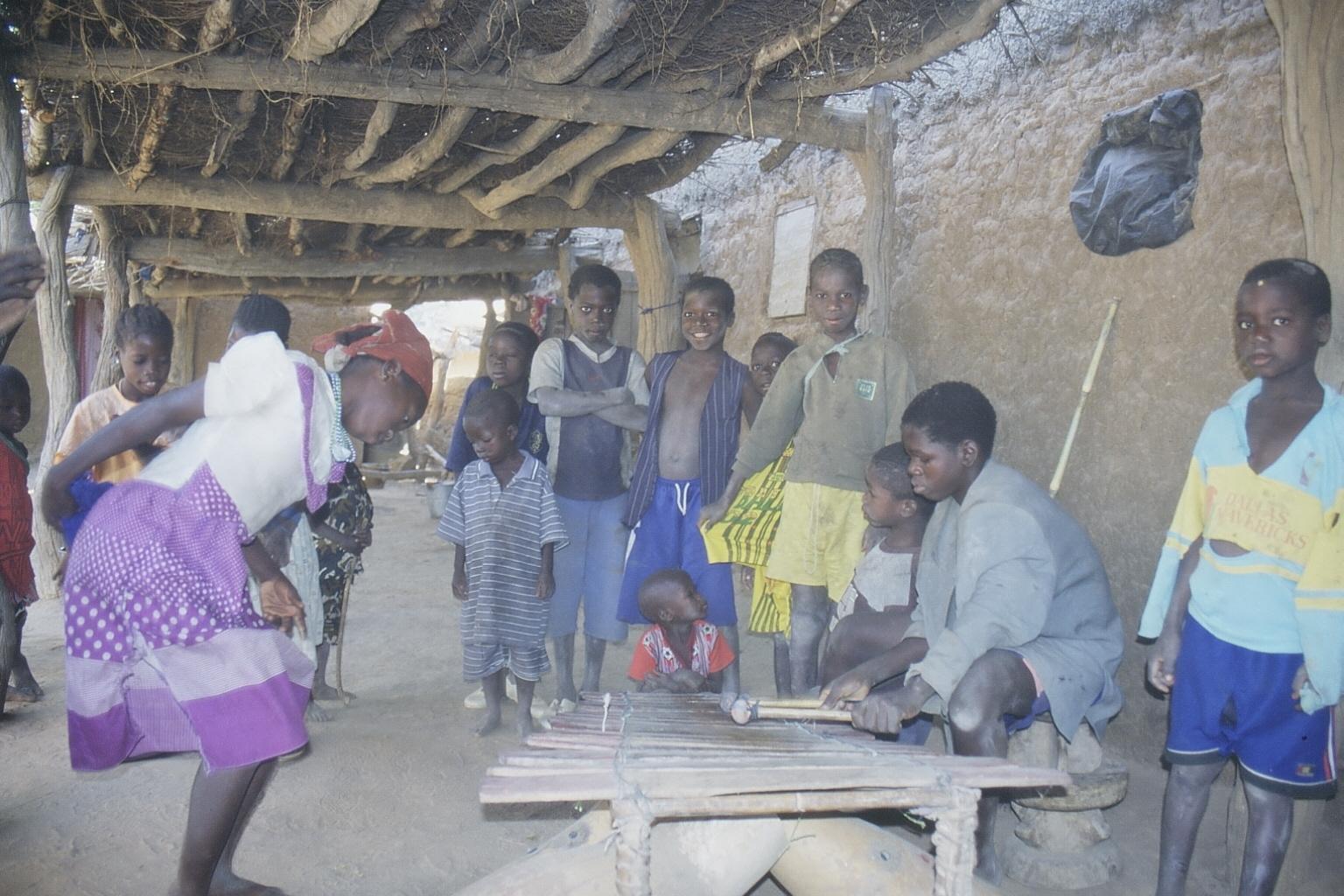
Jeune fille dansant au son du balafon dans un village du Mali.

Les droits de l'enfant sont une priorité politique affichée au Mali, où la moitié de la population a moins de 18 ans. Ainsi, la constitution adoptée en 1992 proclame dans son préambule la détermination du peuple malien « à défendre les droits de la femme et l'enfant ». Le Mali a coprésidé le Sommet mondial sur les enfants en 1990 et a été l’un des premiers pays à avoir ratifié la Convention relative aux droits de l'enfant. Il a également ratifié les principaux instruments internationaux comme ceux de l’Organisation internationale du travail. Cependant, les politiques publiques menées pour la protection et la promotion des droits de l’enfant se heurtent à de nombreux obstacles : pauvreté, analphabétisme, persistance de pratiques coutumières, manque de moyens de l’État et des collectivités territoriales. Malgré les différents programmes mis en œuvre et l’investissement de la société civile et des organisations non gouvernementales maliennes ou étrangères, la situation des enfants reste difficile dans plusieurs domaines : accès à la santé, éducation ou encore travail des enfants.

## Traités et conventions internationales
Le Mali a ratifié la plupart des conventions internationales se rapportant aux droits de l’enfant, notamment :
- La Convention relative aux droits de l'enfant en 1990, ainsi que ses protocoles facultatifs (protocole facultatif concernant l’implication des enfants dans les conflits armés et protocole facultatif concernant la vente d’enfants, la prostitution des enfants et la pornographie impliquant des enfants en 2002) ;
- Les conventions de l’Organisation internationale du travail concernant le travail des enfants, notamment sur l’âge minimum d’admission à l’emploi[3] et les pires formes de travail des enfants[4] ;
- La Charte africaine des droits et du bien-être de l'enfant[5] en 1998[6].

### Convention relative aux droits de l'enfant
Le Mali a été l’un des premiers pays à avoir signé puis ratifié la Convention relative aux droits de l'enfant le 20 septembre 1990. Le Mali a émis une réserve lors de la ratification de la convention : « Le Gouvernement de la République du Mali déclare, compte tenu du Code de la Parenté du Mali, que l'article 16 de la Convention n'a pas lieu de s'appliquer ». Cet article concerne le droit à la protection contre l’immixtion dans la vie privée de l’enfant.
Signataire de la Convention relative aux droits de l’enfant, le Mali est soumis à l’examen périodique par le Comité des droits de l'enfant. À cette occasion, il se doit de remettre un rapport périodique sur la mise en œuvre de la Convention relative aux droits de l'enfant.

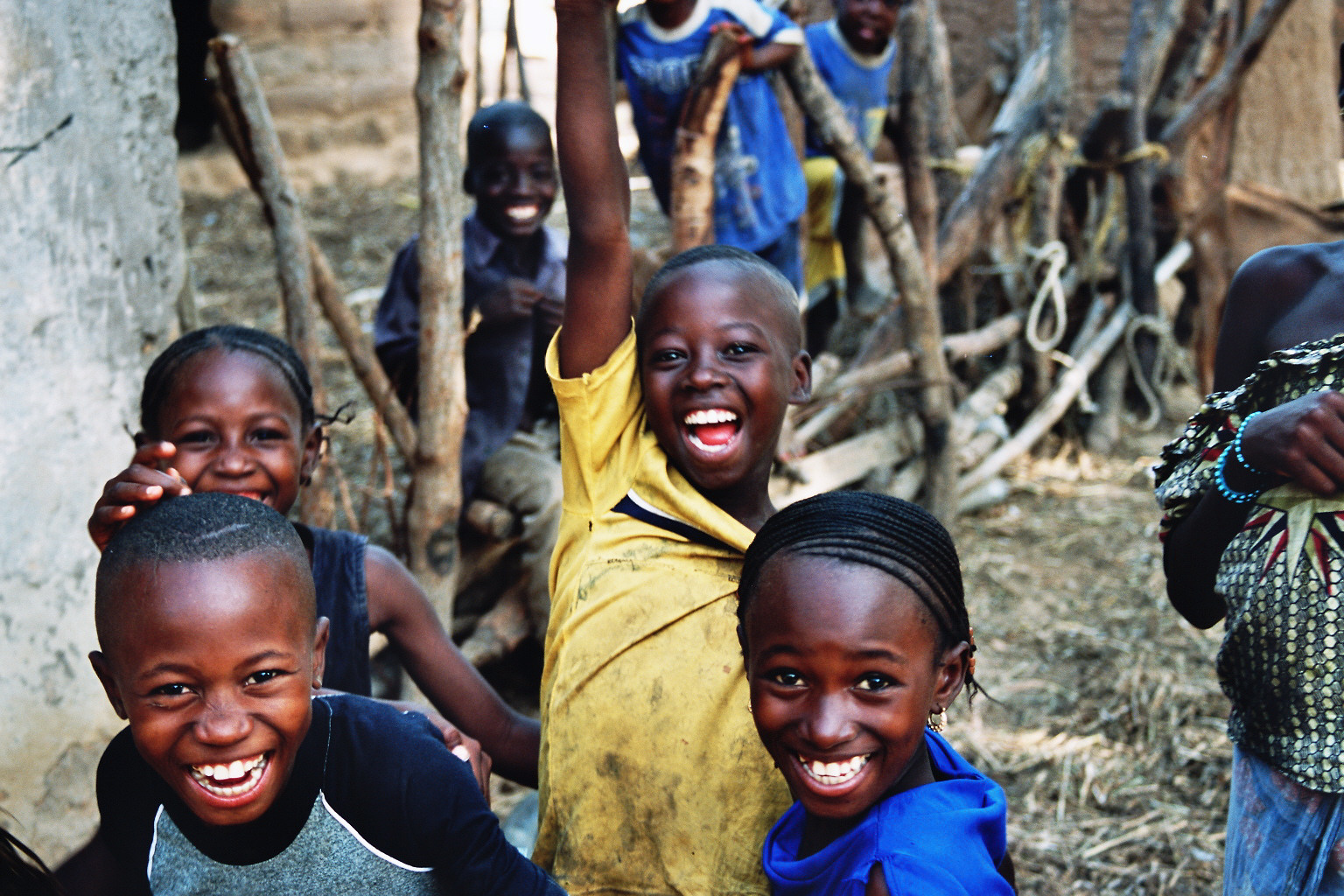
Enfants maliens

Cet examen est prévu tous les 5 ans. Le premier rapport (rapport initial) aurait dû être remis en 1995, soit 5 ans après la ratification par le Mali. Il n’a été rédigé qu’en 1998, ce retard étant justifié selon Diarra Afoussatou Thiero, ministre malienne de la Promotion de la Femme, de l’Enfant et de la Famille, par les « événements qui ont marqué la vie politique et sociale du pays entre 1991 et 1995, période correspondant à la mise en place des institutions de la troisième République ».
Le Comité des droits de l’enfant a examiné ce premier rapport le 28 septembre 1999. Il a auditionné la délégation malienne présidée par la ministre Diarra Afoussatou Thiero et composée des représentants de différents ministères. La délégation malienne a fait part de la volonté du gouvernement de lever sa réserve sur l’article 16, a mis l’accent sur l’élaboration par le gouvernement malien du Plan d'action national pour la survie, le développement et la protection de l'enfant (1992-2000) élaboré en 1991 ainsi que la mise en place de différents dispositifs pour la protection de l’enfance.
Le second rapport périodique a été établi en 2005, examiné et approuvé par le Conseil des ministres le 31 mars 2005. Il a été présenté le 18 janvier 2007 devant le comité des droits de l'enfant par la délégation malienne présidée par madame Diallo M'Bodji Sène, ministre de la Promotion de la Femme, de l'Enfant et de la Famille. Le rapport indique notamment que différents programmes ont été mis en œuvre tels que le Programme de développement sanitaire et social, le Programme décennal d'éducation, le Programme de développement de la justice et le Cadre stratégique de lutte contre la pauvreté, qui accordent une « place de choix à l’enfant ». Si des progrès ont été constatés dans plusieurs domaines « de nombreux obstacles freinent l'effectivité des droits de l'enfant » au Mali, notamment la pauvreté, l’analphabétisme ou le manque de moyens de l’État.
Dans ses observations finales adoptées le 2 février 2007, le Comité des droits de l'enfant se réjouit de l’adoption d’un certain nombre de textes renforçant la protection des enfants, comme la gratuité de l’enregistrement des naissances et des thérapies antirétrovirales, la création du Code de protection de l'enfance, la création du Centre national de documentation et d'information sur la femme et l’enfant, les conditions d’établissement et de fonctionnement de centres privés d'accueil, d'écoute, de conseils et d'hébergement pour les enfants, la création des tribunaux pour enfants ainsi que de la ratification de plusieurs traités et conventions internationaux relatifs aux droits de l'homme et donc aux droits de l'enfant.
Si « Le Comité reconnaît les difficultés auxquelles l’État partie est confronté : pauvreté, problèmes sérieux d’accès, en particulier pour les habitants des zones désertiques étendues du pays, et présence de traditions et de coutumes qui peuvent faire obstacle à la pleine réalisation de tous les droits et libertés fondamentales des enfants », il déplore que certaines recommandations formulées en 1999 (« enregistrement des naissances, châtiments corporels et mauvais traitements, négligence et sévices infligés aux enfants, mutilations génitales des femmes et mariages précoces ou forcés, exploitation économique, discrimination contre certains groupes d’enfants vulnérables et réforme de la justice pour mineurs ») n’aient pas été suffisamment prises en compte. Le comité recommande au Mali de nommer les délégués à la protection de l'enfance et les délégués à la liberté surveillée, prévus dans le Code de protection de l'enfance. Il regrette la non-reconduction du Plan d'action national pour la survie, le développement et la protection de l’enfant (1992-2000) et l’« absence d’un plan d’action complet en faveur de l’enfance qui engloberait tous les aspects de la Convention » tout en notant l’existence du Plan stratégique national 2002-2006 du Ministère de la Promotion de la Femme, de l'Enfant et de la Famille. Il recommande au Mali de « renforcer d’urgence son action pour étoffer les budgets affectés à la mise en œuvre de la Convention, en particulier pour la défense des droits économiques, sociaux et culturels des enfants (par exemple en matière d’enseignement et de santé), dans toute la mesure des ressources disponibles, tout en s’attachant à prévoir des crédits suffisants pour la protection des droits des enfants appartenant à des groupes vulnérables ou défavorisés, y compris des enfants infectés par le VIH et/ou touchés par le VIH/sida, des orphelins, des enfants vivant dans la pauvreté et des enfants habitant des zones rurales et reculées ».
Le ministère de la Promotion de la Femme, de l'Enfant et de la Famille a décidé d’élaborer avec ses partenaires un plan d’action de mise en œuvre des recommandations. D’une durée de cinq ans (2009-2013), il a comme objectif de rechercher l’amélioration « des conditions de vie des enfants maliens en général et de ceux qui vivent dans des situations difficiles en particulier ».

### Charte africaine des droits et du bien-être de l'enfant
Le Mali a ratifié la Charte africaine des droits et du bien-être de l'enfant en 1998 et elle est entrée en vigueur le 29 novembre 1999.
Le Mali a remis en 2007 un premier rapport qui note « la volonté politique visant à assurer l’effectivité des droits de l’enfant dans notre pays » sur la période 1999-2006, citant notamment l’institution d’un parlement des enfants, l’adoption du Code de protection de l’enfant et de la loi portant minorité pénale et institution de juridictions pour mineurs, les journées nationales de vaccination, la baisse du taux de mortalité infanto-juvénile et l’accroissement des effectifs scolaires.

## Politique gouvernementale

### Le Plan d’action national 1992-2000
À la suite du Sommet mondial pour les enfants tenu à New York du 29 au 30 septembre 1990 et de la ratification de la Convention relative aux droits de l'enfant, le Mali a élaboré un Plan d’action national pour la survie, le développement et la protection de l’enfant qui a été adopté par le Conseil des ministres le 16 octobre 1991.
Ce plan s’articule autour de trois objectifs :
- améliorer l’état de santé de la population en général et celui de la mère et de l’enfant en particulier ;
- favoriser l’épanouissement et la participation de l’enfant par l’accès à toutes les formes d’éducation ;
- mettre en place un cadre institutionnel adéquat pour assurer la protection de l’enfant conformément aux clauses de la convention internationale relative aux droits de l’enfant.

Le 7 juin 1994, la Commission interministérielle pour la mise en œuvre du Plan d’action national pour la survie, le développement et la protection de l’enfant est créée. Elle a notamment pour mission d’impulser et de coordonner « l’action efficace de suivi de la mise en œuvre des différentes interventions du plan d’action ».

### Création du ministère
En 1997, le Ministère de la Promotion de la Femme, de l'Enfant et de la Famille (MPFEF) est créé et est chargé d’élaborer et de conduire la politique nationale en matière de promotion et de protection des droits des enfants. Au sein du ministère, il a été créé une Direction nationale de la Promotion de l’Enfant et de la Famille qui a pour mission « l’élaboration des éléments de la politique nationale en matière de promotion de l'Enfant et du bien-être familial ainsi que la coordination et le contrôle de la mise en œuvre de ladite politique ».

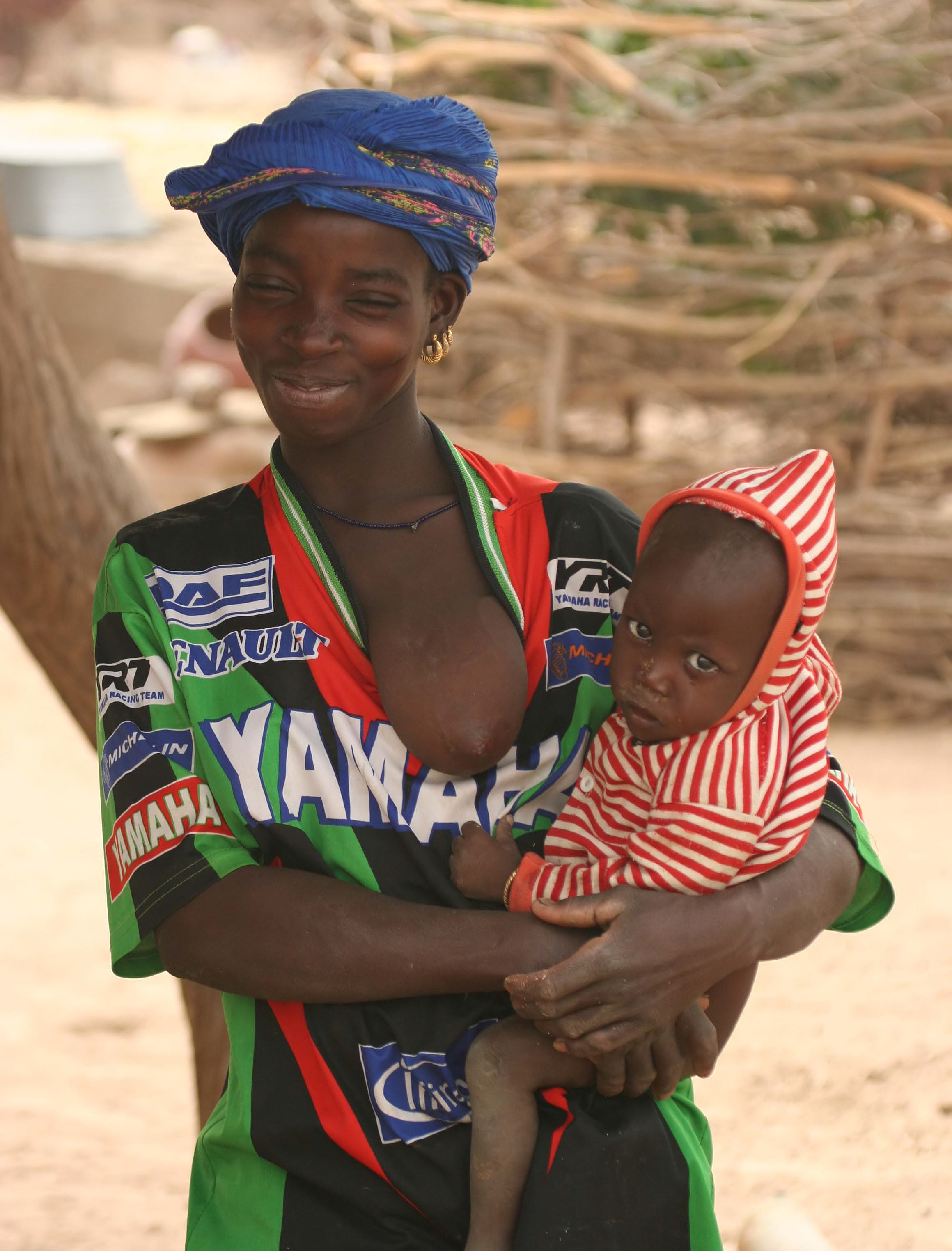
Mère malienne avec son enfant

En 1999 a été institué un Comité interministériel pour la Promotion de la Femme, de l'Enfant et de la Famille. Présidé par le ministre responsable, il est composé de représentants de différents ministères et est chargé de :
- étudier et donner son avis sur tous les dossiers qui lui sont soumis par le ministre chargé de la Promotion de la Femme, de l’Enfant et de la Famille ;
- suivre et procéder à l’évaluation de la mise en œuvre par les départements, des recommandations et mesures en faveur de la Femme, de l’Enfant et de la Famille ;
- suivre et évaluer les actions et initiatives des Associations et Organisations Non Gouvernementales (ONG) en faveur de la Femme, de l’Enfant et de la Famille[25].

Auprès du ministère, il a été créé différents organismes comme le Comité National d’action pour l’éradication des pratiques néfastes à la santé de la femme et de l'enfant ou le comité national de suivi des programmes de lutte contre la traite des enfants au Mali.
Le Centre national de documentation et d’information sur la femme et l’enfant (CNDIFE) a été créé par la loi du 14 janvier 2004. Il a pour mission « de collecter, de traiter et diffuser la documentation et les informations couvrant les aspects de la condition de la Femme et de l’Enfant et de réaliser toute étude et recherche sur lesdits groupes cibles dans les domaines de sa compétence ».

### Le plan d’action 2002-2006
En 2002 est adopté un Plan d’action pour la promotion de l’enfant 2002-2006 dont l’objectif est de « créer un environnement juridique et social favorable à la protection et à la promotion des droits de l’enfant de 2002 à 2006 ». Il s’articule autour de 6 stratégies : 
- l’amélioration des conditions de survie de l’enfant par le renforcement des capacités individuelles et collectives des parents à l’utilisation des services essentiels de santé au profit des enfants ;
- la création d’un environnement juridique et social favorable au développement de l’enfant ;
- l’amélioration des connaissances et des aptitudes des communautés et des enfants en matière de prévention et de protection spéciale ;
- l’amélioration de l’éducation civique et citoyenne du jeune adulte en vue d’une participation efficace à la vie publique nationale ;
- la réalisation d’études et de recherches ;
- la communication et le plaidoyer en faveur de la promotion de l’Enfant.

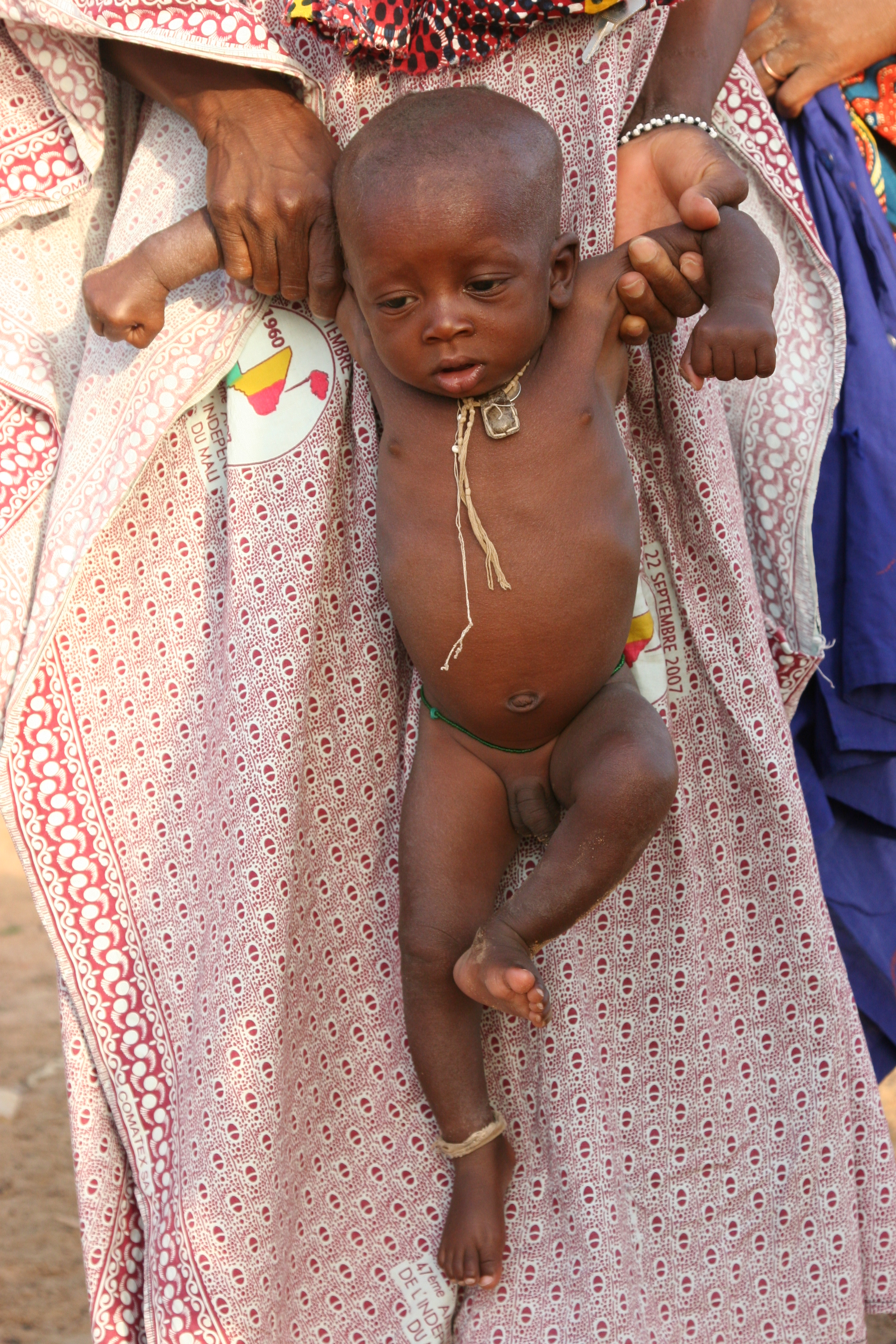
Bébé dans les bras de sa mère

### Code de protection de l'enfant
Le Code de protection de l'enfant a été adopté en 2002. Il réunit l’ensemble « des règles destinées à assurer à l'enfant la protection nécessaire à son développement physique et intellectuel et à son insertion dans la société », l’enfant étant défini comme toute personne humaine âgée de moins de 18 ans. Le code énonce les principes fondamentaux de la protection de l’enfance, ses droits fondamentaux et les « devoirs que l'enfant a envers ses parents, sa famille, la société, l'État et la communauté internationale, notamment le devoir qu'il a de respecter les parents et les personnes âgées, de respecter l'environnement et les lois, d'œuvrer au respect des droits de l'homme et à la sauvegarde des valeurs de la société et de l'intégrité du territoire ».
Le Code de protection de l'enfant prévoit la nomination d’un délégué à la Protection de l'Enfance. Un décret du 16 mars 2006 précise ses attributions. Il intervient « dans tous les cas où la santé de l’enfant ou son développement physique, psychique ou moral est menacé ou exposé à un danger soit d’office, soit à la suite d’informations, soit à la demande du juge des enfants ».

### Projet de Code des Personnes et de la Famille
Après plus de 10 ans de concertation, un projet de Code des Personnes et de la Famille a été adopté par le gouvernement lors du conseil des ministres du 13 mai 2009. Dans la nuit du 3 au 4 août 2009, l’Assemblée nationale a adopté à une large majorité le projet de loi instituant le nouveau code de la famille. Cependant, une fois adopté par l’Assemblée nationale, ce nouveau code a fait l’objet d’importantes critiques, principalement du Haut Conseil islamique malien (HCIM), qui a organisé des marches de protestations, considérant qu’il remettait profondément en cause les traditions maliennes et la religion musulmane. Le président Amadou Toumani Touré, après consultation des institutions de la République, des organisations de la société civile, du barreau et des communautés religieuses, a décidé le 26 août 2009 de ne pas promulguer le texte en l’état et de le renvoyer à l’Assemblée nationale pour une deuxième lecture. Il a motivé sa décision par la nécessité « de sauvegarder la quiétude et la paix sociale ».
Ce projet de code de la famille prévoit des avancées importantes pour les droits de la femme et les droits de l’enfant.
Il substitue à la notion de « puissance paternelle » celle d’« autorité parentale », définie comme un ensemble de droits et de devoirs ayant pour finalité le seul intérêt de l'enfant, exercée conjointement par le père et la mère. Le nouveau code prévoit une tutelle pour l’enfant dont les deux parents sont décédés ou privés de l’autorité parentale, ainsi que pour l’enfant naturel reconnu par un des parents lorsque celui-ci décède ou se trouve privé de l'exercice de l'autorité parentale.
Concernant la succession, le nouveau code prévoit la non-discrimination entre filles et garçons d’une part et entre enfants légitimes et enfants naturels d’autre part.
Il fixe l’âge minimum du mariage pour la fille et le garçon à 18 ans sauf dispense pour les futurs époux âgés d’au moins 15 ans sous réserve du consentement des parents.

## La société civile
Le Mali a connu un développement de la société civile et de la vie associative depuis l’instauration de la démocratie en 1991. De nombreuses associations et organisations non gouvernementales œuvrent sur le plan de la protection de l'enfance et de la promotion de leurs droits, parfois liées à la promotion des droits de la femme. Elles sont pour beaucoup regroupés au sein de coordination dont les principales sont :
- la Coalition malienne pour la défense des droits de l’enfant (COMADE)
- la Cellule de coordination des actions des Ong (CCA-ONG)
- le Secrétariat de coordination des ONG (SECO-ONG)
- la Coordination des associations et ONG féminines (CAFO)
- l’Alliance des Save the Children

La Coalition malienne des droits de l’enfant (Comade), créée en février 1995, regroupe 25 associations et organisations non gouvernementales s'occupant de la promotion et de la protection de la jeunesse. La Comade a pour objectif d’être « un cadre de concertation, d'interpellation et de lobbying sur les droits de l'Enfant ».
La Comade a rédigé en 1999 un rapport complémentaire au rapport initial présenté en 1996 par le gouvernement malien au comité des droits de l’enfant, conformément à la Convention relative aux droits de l'enfant.
Plusieurs fondation interviennent dans le domaine de la protection de l’enfance. Le général Amadou Toumani Touré, qui a présidé le Comité transitoire pour la salut du peuple après le coût d’état ayant renversé Moussa Traoré en 1991, a créé la Fondation pour l’enfance. Reconnue d’utilité publique par le décret no 271 du 6 août 1993, la fondation est actuellement présidée par sa femme Touré Lobbo Traoré. Cette fondation intervient dans de nombreux domaines, notamment la santé et l’éducation.
Le Samusocial Mali, (Service d’Aide Mobile d’Urgence Sociale) est une association de droit malien. Créée en mai 2001, elle a obtenu le statut d’ONG malienne en 2002. Le Samusocial a pour vocation d’intervenir auprès des personnes socialement exclues et précisément auprès des enfants de la rue à Bamako. En 2008, 561 enfants ont bénéficié d’un suivi individuel psycho-social ou médico-psychosocial de cette association qui organise également des campagnes de prévention et de vaccination. Elle accompagne les enfants dans des « projets de sortie de rue » : orientation vers un centre d’hébergement, accompagnement en famille, scolarisation, formation et installation professionnelle.
Un travail important fait par la société civile est l’information de la population et particulièrement des enfants sur la connaissance de leurs droits. Selon une étude sur les droits de l'enfant et de la femme présentée à Bamako le 23 juillet 2009, 4 enfants sur 10 ne connaissent pas leurs droits et seulement un enfant sur 10 connaît l’existence des textes concernant les droits de l’enfant.

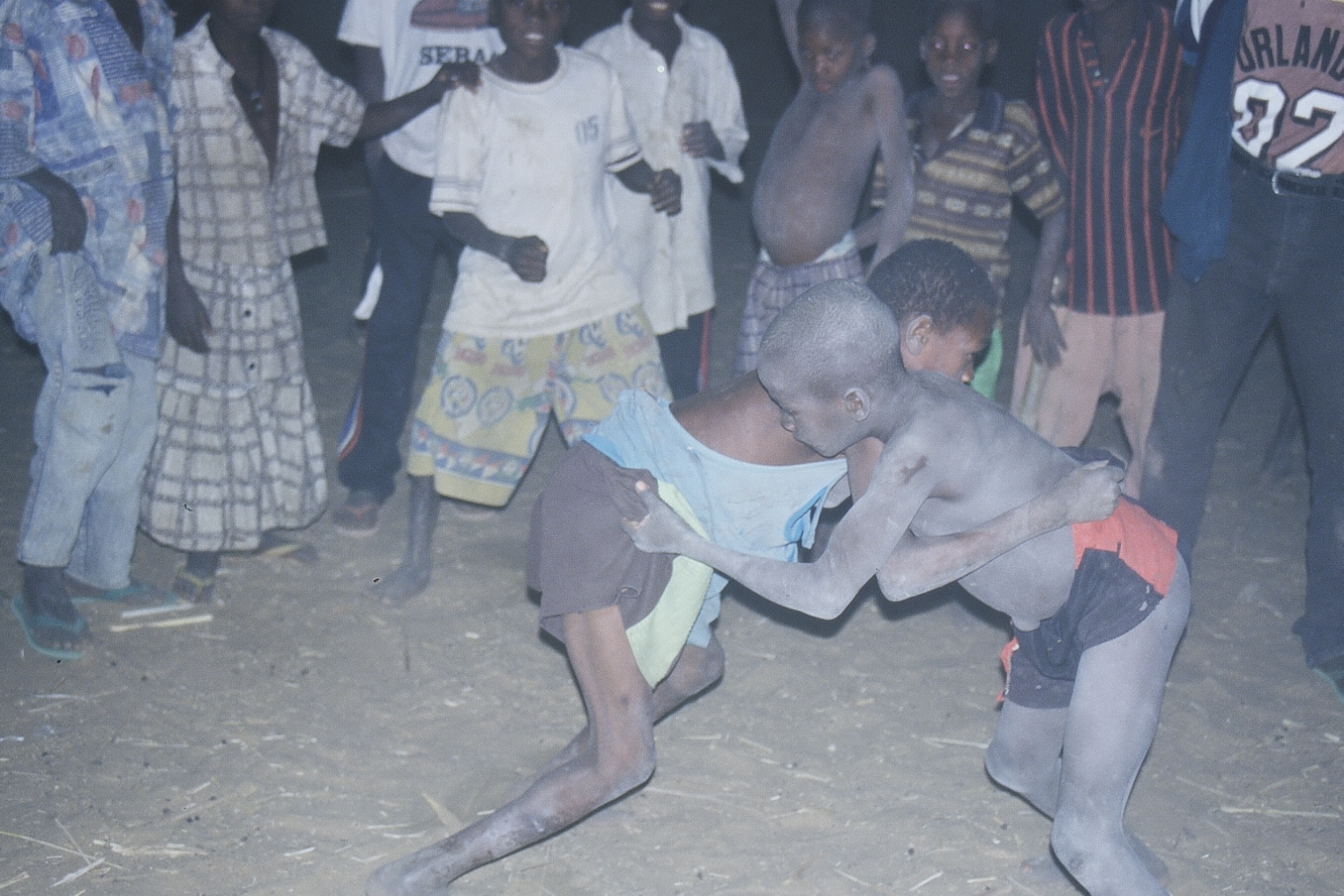
Jeunes garçons s'adonnant à la lutte dans le village de Kani-Kombolé (Pays dogon)

## Situation des droits de l'enfant au Mali
Malgré les politiques volontaristes des dernières années, la situation des enfants au Mali reste difficile pour une majorité d’entre eux. Selon une étude de 2009 de l’Unicef et du Ministère malien de l’Économie et des Finances, plus de 4,3 millions d'enfants de moins de 15 ans sont affectés de privation sévère. Un enfant sur deux est touché par la pauvreté monétaire. La sévérité des privations concerne principalement le logement (8 enfants touchés sur 10) et l’éducation (6 enfants touchés sur 10). Des inégalités géographiques sont très fortes. Ainsi, dans les régions de Mopti, Tombouctou, Gao et Kidal où 8 à 9 enfants sur 10 sont affectés par la sévérité de privation et 5 à 7 enfants sur 10 par la privation absolue.

### État civil et enregistrement des naissances
Selon la loi sur l’état civil, une naissance doit être déclarée dans les 30 jours qui suivent. La déclaration est faite sans frais dans les centres de déclaration de l’état civil. Passé ce délai, l’acte de naissance ne peut être obtenu que par un jugement supplétif par un tribunal compétent en la matière. Selon l’Unicef, la moitié des enfants seulement sont enregistrés à la naissance. Ainsi, 51 % des enfants de moins de 5 ans sont officiellement enregistrés, mais ce taux varie de 41 % pour les enfants des ménages pauvres, contre 71 % pour ceux des ménages riches. Les principales raisons sont dues à l'insuffisance des services d'état civil (notamment en zone rurale) et à la non-application des procédures légales et de la gratuité de l'acte de naissance.

### Santé

#### Mortalité infantile
La réduction de la mortalité infantile est une priorité du gouvernement malien qui a adopté en 2007, avec ses partenaires techniques et financiers, un document de stratégie nationale pour la survie de l’enfant, assorti des plans opérationnels pour les régions.
Selon l’enquête Démographie et santé 2006 (EDS-IV), la mortalité infantile a reculé au Mali au cours des cinq dernières années, passant de 229 à 191 pour mille. Ce résultat encourageant est notamment dû à l’augmentation de la couverture vaccinale DTC3 (trois doses de diphtérie-tétanos-coqueluche) qui est passé de 40 % en 2001 à 68 % en 2006. L’accès au service de santé prénatale augmente avec 35 % des femmes ayant effectué au moins 4 visites prénatales. La malnutrition aiguë reste importante avec un taux qui atteint 15,2 % chez les enfants de moins de 5 ans en 2006.

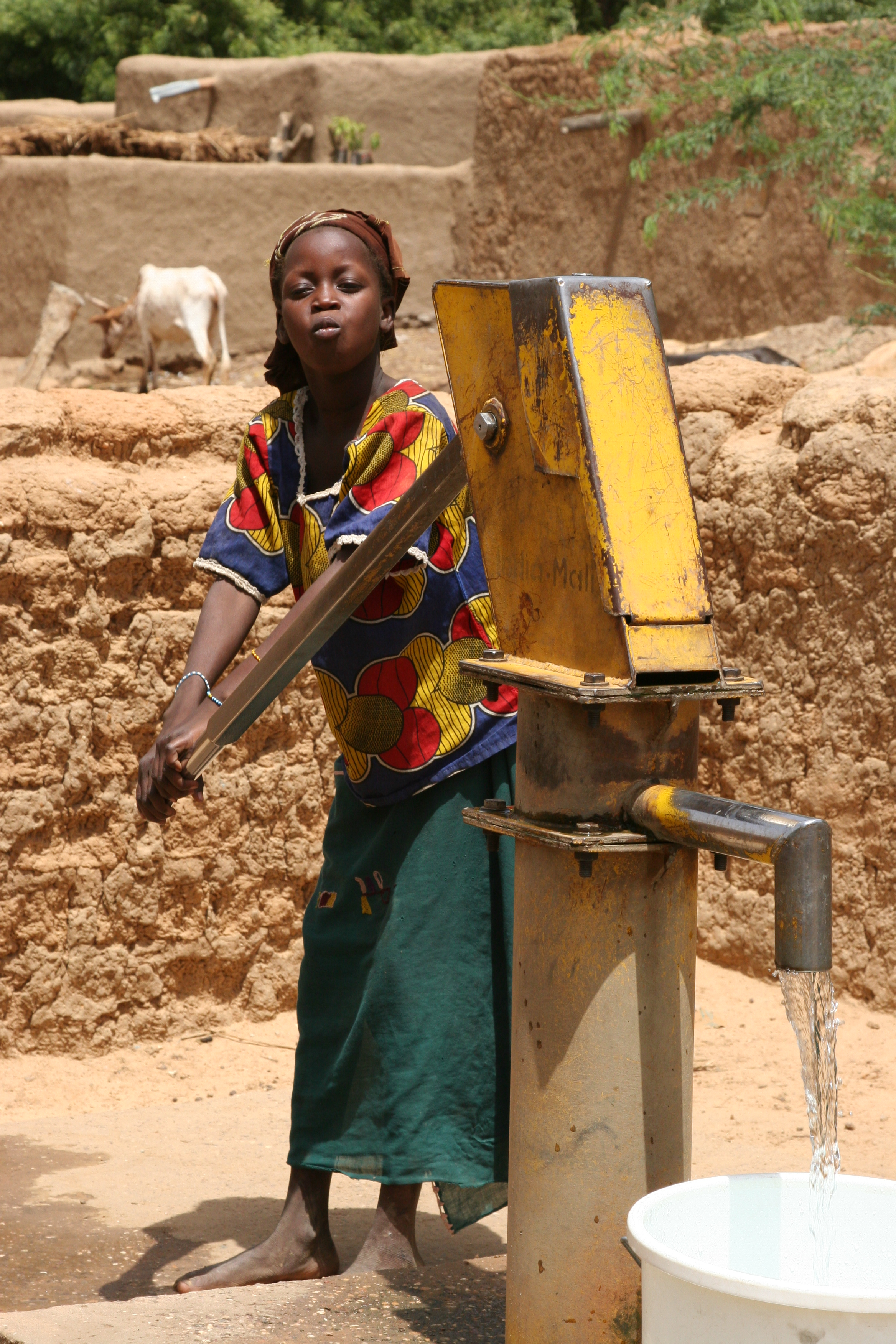
Les pompes à eau améliorent l'accès à l'eau potable

Certains choix politiques ont également permis de faire reculer la mortalité infantile comme l’institution de la gratuité du traitement du paludisme pour les enfants de moins de 5 ans et pour les femmes enceintes, la poursuite de la prise en charge gratuite des malades du SIDA, de la césarienne et de l’enregistrement des naissances.
L’augmentation de la couverture vaccinale a permis l’élimination de la poliomyélite et le recul de certaines maladies comme la rougeole ou la méningite.
Par contre, malgré les actions entreprises, le paludisme continue à progresser au Mali où l’incidence est passée de 67 % en 2002 à 85 % 85 % en 2006.
La malnutrition reste la cause directe ou indirecte de plus de 50 % des décès enregistrés chez les enfants de moins de 5 ans.
L’accès à l’eau potable s’améliore (67 % selon les statistiques nationales), permettant de faire reculer les maladies d’origine hydrique comme la diarrhée dont la prévalence chez les enfants est de 13,3 % d’après l’EDS-IV.

#### Mutilations génitales féminines
Les mutilations génitales féminines (MGF) sont très répandues au Mali. Selon l’enquête Démographie et santé de 1996 (EDS/Mali II), le taux de prévalence est de 94 % chez les femmes âgées de 15 à 49 ans. Les pratiques les plus répandues sont la clitoridectomie (52 %) et l’excision (47 %). Par contre, l'infibulation est peu pratiquée (moins de 1 %).
En 2006, 85 % des femmes âgées de 15 à 49 ans ont déclaré être excisées, soit une diminution par rapport à l’enquête de 2001 qui indiquait 92 %. Ce chiffre doit être interprété avec prudence. Il ne signifie pas forcément une baisse de la pratique et peut cacher une sous-évaluation, certaines femmes ne voulant pas déclarer être excisées.
Alors que traditionnellement les MGF étaient pratiquées sur les filles pubères âgées de 8 à 13 ans, les jeunes filles sont maintenant excisées plus tôt, l’âge médian se situant à 6,7 ans pour les femmes âgées de 30 à 34 ans et 4,3 ans pour les adolescentes de 15 à 19 ans. Cet âge médian varie selon les régions. Dans la région de Kayes, les filles sont excisées généralement avant l’âge d’un an alors que dans les régions de Ségou et Sikasso, l’excision a lieu plus tard.
Les MGF ont des conséquences importantes concernant la santé à court terme (hémorragie, fermeture du méat urinaire, tétanos ou atteinte de l'appareil génito-urinaire) ou à long terme (dysménorrhée, fistule vésico-vaginales, infections, rapports sexuels douloureux). Enfin, les MGF augmentent les risques lors des grossesses. Ainsi, « Le risque pour une femme de présenter une complication lors de l'accouchement est 6,7 fois plus élevé chez une femme excisée que chez une non excisée ». Des troubles psychologiques sont également possibles.
En 1996, la majorité des femmes (75 %) étaient favorables au maintien des MGF, contre 13 % qui y étaient opposées et 12 % incertaines. Ce soutien varie selon la religion de la femme (51 % des femmes chrétiennes, contre 76 % des musulmanes et 75 % des animistes), le niveau d'instruction et le fait d’être elle-même excisée. Les raisons invoquées pour soutenir les MGF sont la tradition (61 %), l’exigence religieuse (13 %), la préservation de la vertu de la femme (5 %). Selon l’enquête démographie et santé de 2006, les femmes interrogées soutiennent que l’avantage de l’excision est lié à la reconnaissance sociale (37 %), la nécessité religieuse (24 %), une meilleure hygiène (22 %), la préservation de la virginité (12 %). Pour 17,4 % des femmes, l’excision ne présente aucun avantage, opinion partagée par 23 % des hommes.
Alors que l’Église catholique avait commencé en 1966 des actions de sensibilisation, la lutte contre les MGF s’est développée au Mali depuis les années 1980 avec l’Union nationale des femmes maliennes (UNFM). Le pouvoir politique s’engage avec la création du Comité national de lutte contre les pratiques traditionnelles au Mali (COMAPRAT), qui regroupe institutions gouvernementales et organismes humanitaires comme la Croix-Rouge. Après l’instauration du régime démocratique en 1991, les associations féminines poursuivent la lutte.
Le Programme national de lutte contre la pratique de l’excision, créé par ordonnance le 14 juin 2002 a pour mission la coordination, le suivi et l’évaluation de la pratique de l’excision. Il est chargé de « 
- coordonner toutes les activités de lutte contre la pratique de l’excision ;
- mener toutes études et recherches sur le phénomène de l’excision ;
- développer une stratégie d’information, d’éducation et de communication à l’endroit des individus, des groupes sociaux et des collectivités territoriales en vue de leur adhésion à la politique nationale de lutte pour l’abandon de l’excision ;
- concevoir des programmes de couverture nationale avec l’ensemble des partenaires ;
- évaluer et suivre les activités menées sur le terrain en matière d’excision ;
- créer une banque de données sur l’excision ;
- appuyer l’élaboration des curricula et les introduire dans les écoles de formation des professionnels de la santé et de l’éducation. »

Aucune loi n’interdit expressément les MGF au Mali comme cela peut l’être au Burkina Faso. Pourtant, dans ses observations finales, le Comité des droits de l’enfant demande au Mali de « Mettre en œuvre les mesures législatives relatives à l’interdiction des mutilations génitales féminines »,

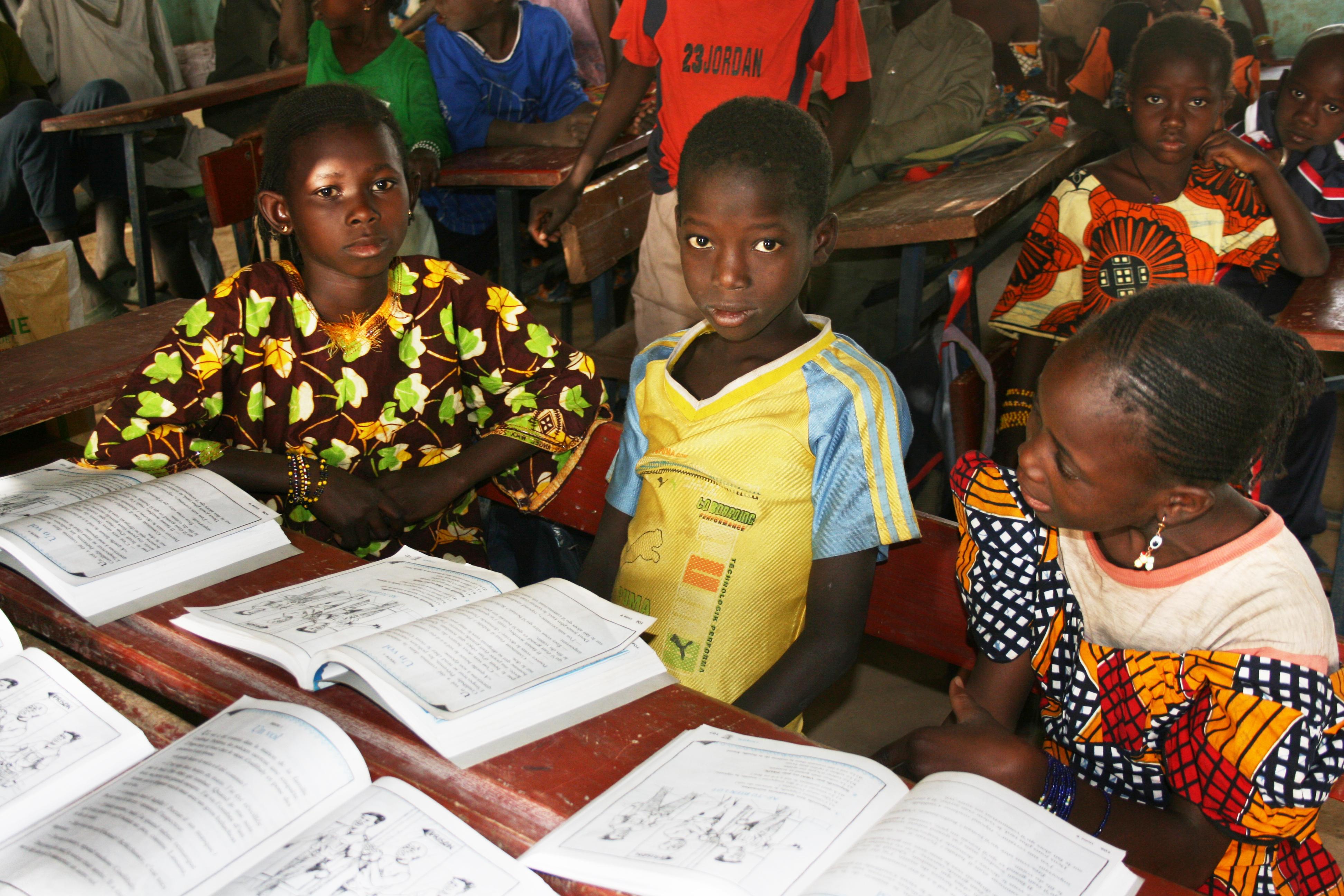
Enfants scolarisés dans le village de Maréna dans la région de Kayes

### Accès à l'éducation, aux loisirs et à la culture

#### Scolarisation
L’accès à l’éducation se développe au Mali. Le taux brut de scolarisation qui était de 22 % en 1989 est passé à 64 % en 2001/2002 et à 80,3 % en 2008. Ce progrès important ne doit pas cacher les grandes difficultés que connaît l’école malienne : classes surchargées, écoles parfois éloignées surtout en milieu rural, enseignants pas ou peu formés, moyens didactiques insuffisants, échec et abandon scolaire nombreux.

#### Loisirs

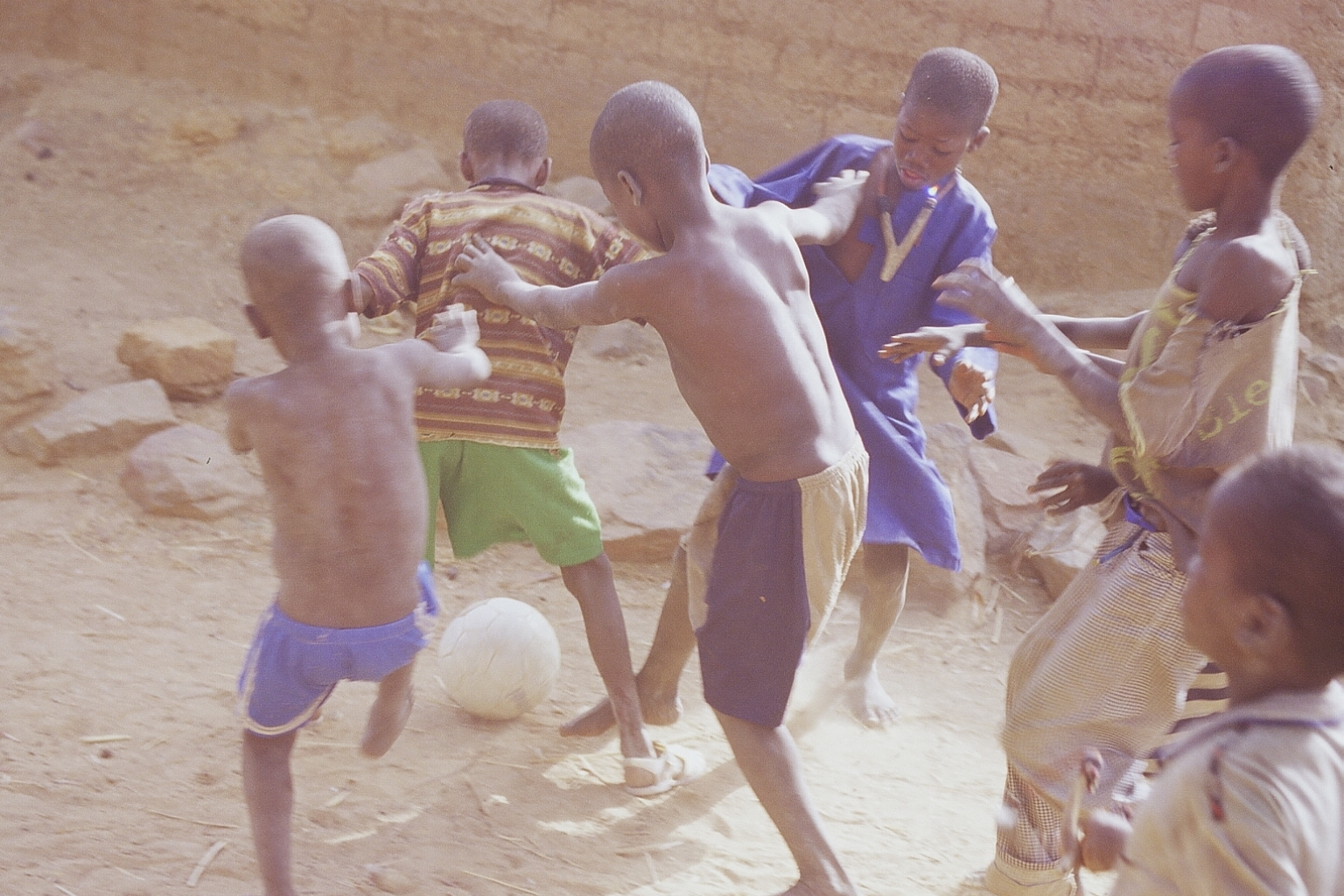
Garçons jouant au foot dans le village de Kani Kombolé au pays dogon

Bien qu’elles ne soient que peu développées au Mali, les structures de loisirs sont réglementées par le décret du 17 juillet 2003 sur la réglementation des collectivités éducatives, définies comme « les groupements mobiles ou fixes d’enfants, d’adolescents ou de jeunes à l’occasion des vacances et des temps de loisirs » et qui regroupent notamment les centres aérés, les camps de jeunes, les colonies de vacances et les centres de vacances et de loisirs, les sessions de connaissances et les caravanes.
Il faut noter que des organisations non gouvernementales proposent des activités de loisirs sportifs et culturels pour des publics spécifiques comme Handicap international et ses partenaires maliens pour les enfants handicapés de Bamako.

### Travail et exploitation des enfants.

#### Travail des enfants

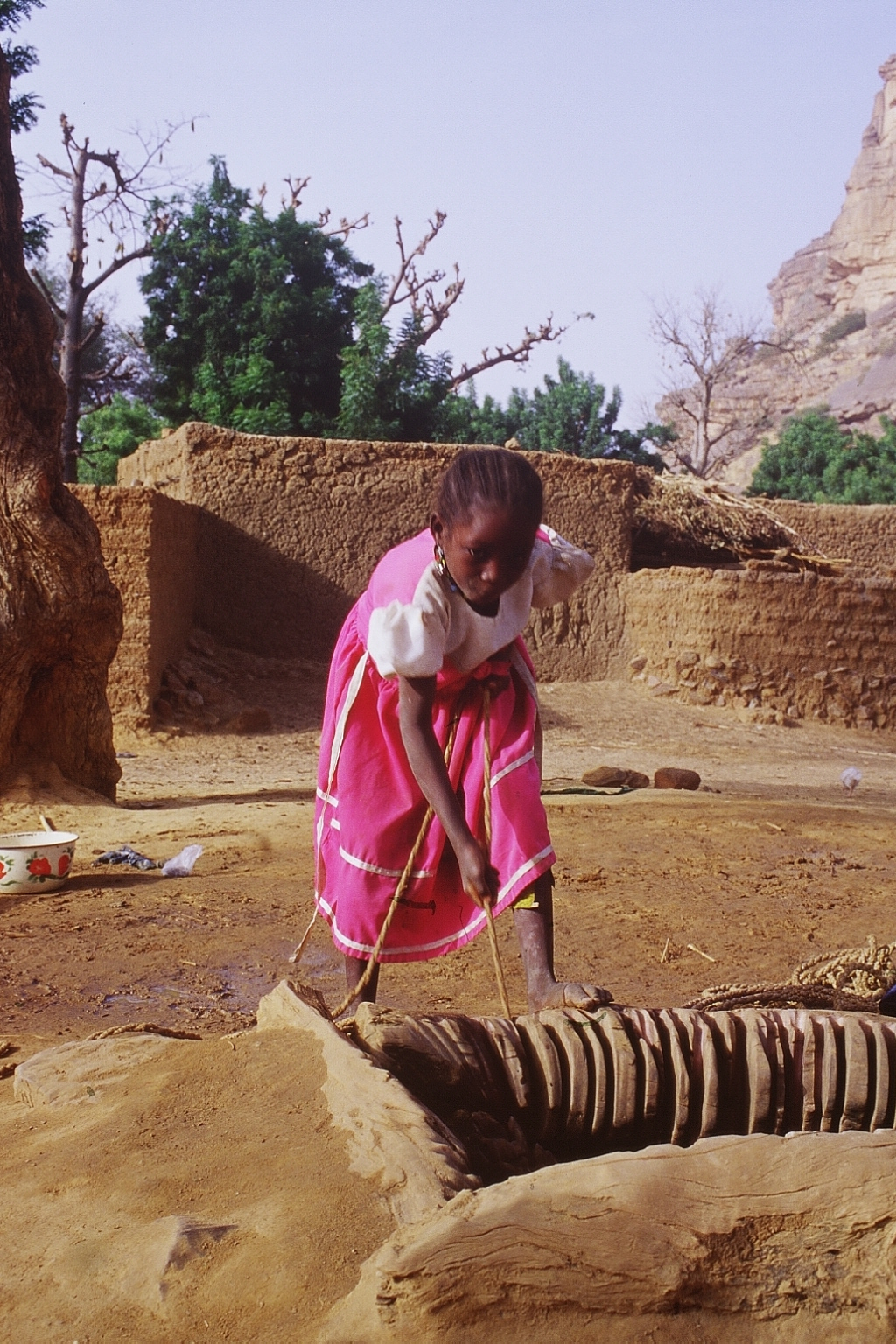
Jeune fille tirant de l'eau d'un puits dans le village de Kani Kombolé, au pays dogon

Le code du travail interdit le travail des enfants de moins de 14 ans. Cependant, le Décret no 96-178 du 14 juin 1996 interdit le travail avant l’âge de 12 ans et autorise le travail des enfants entre 12 et 14 ans, à condition toutefois qu’il s’agisse d’un « travail léger », (2 heures par jour pour les enfants scolarisés, 4,5 heures pour les enfants non scolarisés) . Le code du travail interdit l’emploi des enfants de moins de 18 ans à des travaux excédant leurs forces, présentant des causes de danger, ou qui par la nature et par les conditions dans lesquelles ils sont effectués sont susceptibles de blesser leur moralité,.
Selon l’enquête nationale sur le travail des enfants réalisée par le Mali et l'Organisation internationale du travail en 2005, près de 7 enfants âgés de 5 à 17 ans sur 10 sont économiquement actifs (soit environ 3 millions d’enfants) et parmi eux 8 sur 10 effectue un travail dommageable au regard des conventions de l’organisation internationale du travail et des lois nationales. Dans la plupart des cas (94 %), ces enfants sont considérés comme des aides familiaux. Chez les enfants âgés de 5 à 14 ans, 41 % ont une activité économique à plein temps, 25 % exercent une activité économique parallèlement à la poursuite d’étude, 17 % poursuivent des études sans exercer d’activité économique et 17,5 % ne vont ni à l’école ni dans une activité économique. Parmi ceux qui travaillent, 93 % exercent un travail dommageable.
Le travail domestique (vaisselle, lessive et recherche du bois de chauffe et de l’eau) concerne davantage les filles que les garçons. Le travail domestique occupe les enfants pendant plus de 35 heures par semaine. C’est le cas de 22 % des filles en ville, 25 % des filles en milieu rural et un peu moins de 10 % des garçons citadins et 13,8 % des garçons en milieu rural. Cette enquête précise que « le travail domestique des enfants est de nature à amplifier leur non-scolarisation (en particulier celle des filles) ou, à tout le moins, à entraver leur assiduité ou leur fréquentation scolaire ».

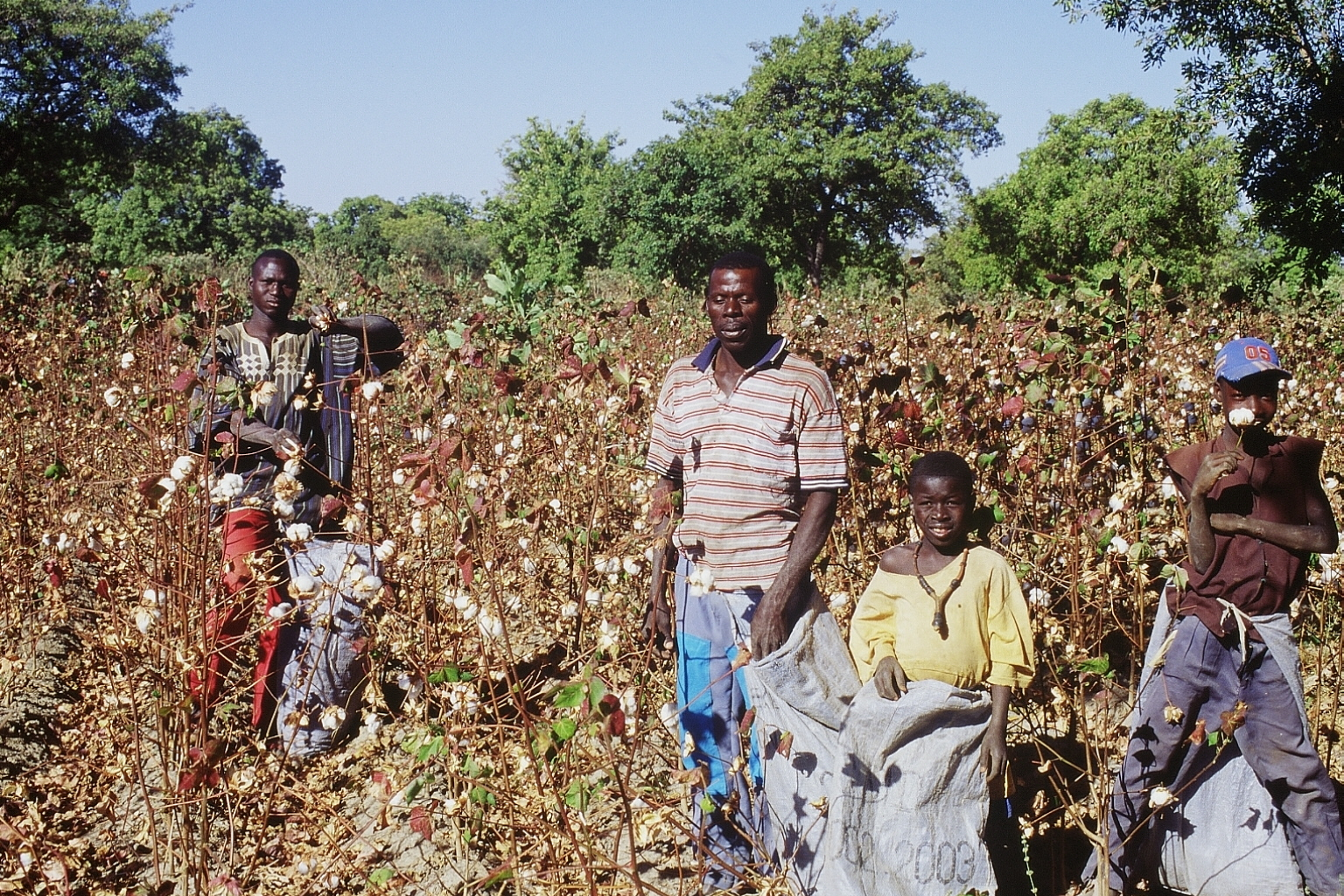
Famille travaillant dans un champ de coton au Mali

En dehors du travail domestique, les deux secteurs qui emploient le plus les enfants sont l’agriculture et les services avec respectivement 57,7 % et 38,3 % des enfants. L’industrie emploi peu les enfants 2,5 %. Les garçons travaillent majoritairement dans l’agriculture (74,1 %), dans les plantations alors que les filles exercent essentiellement dans le secteur des services.
Cette enquête indique que 40 % des enfants âgés de 5 à 14 ans effectuent un travail dangereux.
Des dizaines milliers d’enfants sont soumis à des travaux pénibles, comme dans les sites d’orpaillage où certains enfants doivent descendre dans les mines à des profondeurs atteignant 90 m. Une enquête sur l'amélioration de la situation des enfants travaillant sur les sites miniers, réalisée en 2000 par la Direction nationale de la géologie et des mines, recense ainsi 3 220 enfants sur les sites de Kangaba, Yanfolila et Kénéba.
En 1998 le Programme national de lutte contre le travail des enfants (PNLTE) est lancé par le ministère du Travail en collaboration avec le Bureau international du travail (BIT) qui a comme objectif principal d’accroître la capacité des organismes gouvernementaux, des organisations d’employeurs et de travailleurs et d’organisations non gouvernementales à concevoir et exécuter des politiques et programmes et projets afin de prévenir la mise au travail précoce des enfants et abolir le travail des enfants dans les activités les plus dangereuses et dans les situations d’exploitation les plus graves et proposer aux enfants et à leurs familles des alternatives viables .
Le 8 juin 2011, le gouvernement a approuvé le Plan national pour l’élimination du travail des enfants (PANETEM) 2011-2020, qui vise dans un premier temps entre 2011 et 2015 l’élimination des pires formes de travail des enfants tel l’esclavage, le recrutement forcé dans un conflit armé ou à des fins de prostitution et de trafics illicites, puis dans un second temps entre 2016 et 2020, l’élimination des formes de travail non autorisées, comme les travaux qui, par leur nature, sont susceptibles de nuire à la santé, à la sécurité ou à la moralité de l’enfant.

#### Enfants des rues et enfants mendiants
La mendicité sur la voie publique est interdite au Mali. L’incitation d’un mineur à la mendicité est répréhensible d’une peine allant de trois mois à un an d'emprisonnement.
Pourtant, en 2008, la Direction nationale du Développement social a recensé plus de 6 000 enfants mendiants à Bamako et dans les régions de Mopti et Ségou.
Historiquement, la mendicité remonte au Mali au début du XIXe siècle dans l’Empire peul du Macina. Les enfants fréquentant l’enseignement coranique, les talibés, devaient aller de porte en porte pour quémander leur nourriture. La mendicité rentrait dans le cadre de la formation et avait pour but « de former les enfants à un certain ascétisme et à la vie dure ».
Mais aujourd’hui, les talibés sont souvent des enfants exploités par des maîtres des écoles coraniques qui obligent leurs élèves à aller mendier pour son propre compte. Ils ont souvent une somme minimum à ramener et subissent violences et brimades.
Les enfants des rues au Mali sont très majoritairement des garçons (94 %) âgés de 5 à 14 ans, parfois plus jeunes accompagnés de leurs frères aînés. Ils sont issus de familles nombreuses, pour la plupart d’origine rurale ayant migré vers la ville, et un tiers d’entre eux sont orphelins. Ils dorment dans les édifices publics, dans le marché ou sous les ponts et vivent généralement en groupe.
Très peu fréquentent l’école (8 %), bien que plus d’un tiers l’ait fréquentée, mais ont abandonné au premier cycle du fondamental. La majorité des enfants exerce une activité économique pour se nourrir et éventuellement nourrir sa famille. Ils sont confrontés à la drogue, au racket, à la violence en général.

#### Le trafic d'enfants et la traite transfrontalière
Comme la plupart des pays de la sous région, le Mali est victime du trafic d'enfants et de la traite transfrontalière. Ainsi, à la fin des années 1990 et au début des années 2000, on recensait plusieurs milliers d’enfants maliens vendus et exploités dans les plantations de coton, de café et de cacao au nord de la Côte d'Ivoire,. En 2002, une enquête recensait 15 000 enfants maliens travaillant dans les plantations en Côte d'Ivoire et au Ghana.
Bien qu’essentiellement pays d’origine des enfants, le Mali accueille des enfants burkinabés ou guinéens, souvent des talibés, sur son territoire.
Le gouvernement malien a pris conscience de ce fléau et a pris un certain nombre de dispositions. Après avoir signé un accord de coopération avec la Côte d'Ivoire en 2000, il adopte un plan d'urgence de lutte contre le trafic des enfants entre le Mali et la Côte d'Ivoire (2000 -2001) et un plan d'action national de lutte contre le trafic des enfants (2000-2006).
Le Mali est signataire de la Déclaration de Libreville de 2003 qui préconise notamment l’adoption d’une loi définissant le trafic d’enfants et sa pénalisation ou sa tentative, ainsi que l’institution d’un titre de voyage harmonisé. Des accords de coopération bilatérale ont été signés entre le Mali et la Côte d'Ivoire, le Burkina Faso, le Sénégal, la Guinée Conakry et un accord multilatéral de coopération en matière de lutte contre la traite des enfants en Afrique de l'Ouest a été signé le 27 juillet 2005 par les gouvernements du Bénin, du Burkina Faso, de la Côte d'Ivoire, de la Guinée, du Liberia, du Mali, du Niger, du Nigeria et du Togo.
Le trafic d'enfants est défini par le Code pénal comme « l'ensemble du processus par lequel un enfant est déplacé, à l'intérieur ou à l'extérieur d'un pays dans les conditions qui le transforment en valeur marchande pour l'une au moins des personnes en présence, et quelle que soit la finalité du déplacement de l'enfant :
- tout acte comportant le recrutement, le transport, le recel ou la vérité d'enfant ;
- tout acte qui entraîne le déplacement de l'enfant à l'intérieur ou à l'extérieur d'un pays[78]. » Il est puni de 5 à 20 ans de réclusion.

#### Les abus sexuels
Les abus sexuels sur les enfants, principalement les filles, se multiplient au Mali. Entre 2004 et 2006, la Brigade de la protection des mœurs et de l’enfant du Mali a enregistré 199 cas d’abus sexuels sur les mineurs dont 69 cas concernant des enfants de 0 à 13 ans et 48 cas des enfants de 13 à 15 ans. De nombreux cas ne sont pas signalés en raison des tabous autour de la sexualité.
Le code pénal punit l’attentat à la pudeur commis sur un enfant de moins de 15 ans de 5 à 10 ans de réclusion s’il est consommé ou tenté sans violence et de 5 à 20 ans s’il est commis avec violence. Le viol est puni de vingt ans de réclusion et de cinq à vingt ans d'interdiction de séjour.
L’acte sexuel autorisé coutumièrement sur une fille âgée de moins quinze ans est puni de un à cinq ans d'emprisonnement sans préjudice des peines encourues pour les crimes ou délits commis à l'occasion de l'accomplissement de cet acte.
La pédophilie, définie comme « tout acte de pénétration sexuelle ou d'attouchement sexuel de quelque nature qu'il soit, commis sur la personne d'un mineur de treize ans, ou toute exposition ou exploitation aux fins commerciales ou touristiques de photographies, films ou dessins à caractère pornographique mettant en scène une ou plusieurs personnes mineures de treize ans » est punie de cinq à vingt ans de réclusion et de vingt mille à un million de francs d'amende.

### La justice pour les mineurs
La justice des mineurs est régie par plusieurs textes, dont la loi no 01-081 du 24 avril 2001 portant sur la minorité pénale et institution de juridictions pour mineurs, ainsi que l’ordonnance no 02-062/PRM du 5 juin 2002 portant code de protection de l’enfant. Ces textes transposent dans le droit national les engagements internationaux pris par le Mali, notamment par la ratification de la Convention relative aux droits de l'enfant.
La loi de 2001 définit les juridictions pour mineurs comme étant « des juridictions spéciales compétentes pour juger les infractions dont la connaissance leur est attribuée par une disposition formelle de la loi en raison de la qualité personnelle de leur auteur ». Ces juridictions comprennent :
- le juge des enfants, nommé par décret du président de la République, sur avis conforme du Conseil supérieur de la magistrature, en tenant compte de ses aptitudes et de l’intérêt qu’il porte aux questions de l’enfance ;
- le tribunal pour enfants, juridiction de jugement des infractions commises par les mineurs et qualifiées de délits ou contraventions. Un tribunal pour enfant est institué au siège de chaque tribunal de première instance et de chaque tribunal de justice de paix à compétence étendue ainsi que dans le District de Bamako ;
- la chambre spéciale des mineurs de la cour d’appel, instituée dans chaque cour d’appel ;
- la cour d’assises pour mineurs.

Le juge des enfants peut ordonner des mesures d’assistance éducative chaque fois que la santé, la sécurité ou la moralité d’un enfant de moins de dix-huit ans est en danger ou que ses conditions d’éducation sont gravement compromises.

#### Majorité pénale et irresponsabilité des moins de 13 ans
La majorité pénale est fixée à 18 ans.
Le mineur de 13 ans jouit d’une présomption d’irresponsabilité pénale en raison de son manque de discernement. S’il commet un crime ou un délit, il sera relaxé ou acquitté et remis soit à ses parents, soit à une institution spécialisée.
Pour le mineur âgé de 13 à 18 ans, c’est la juridiction de jugement qui décide si le mineur a agi sans discernement (irresponsabilité pénale) ou avec discernement et le mineur peut faire l’objet d’une peine, d’une mesure appropriée de protection, d’assistance, de surveillance et d’éducation.

#### Enfants incarcérés, en détentions provisoires ou condamnés
Une étude a été menée en 2005 par le Centre national de documentation et d'information sur la femme et l'enfant (CNDIFE) sur les « enfants en situation difficile y compris ceux en conflit avec la loi ». Elle a recensé 1 001 garçons et recensé 401 filles en conflit avec la loi. Les principales infractions étaient le vol (38 %), les coups et blessures (18 %), le vagabondage (11 %), le viol (10 %)
Majoritairement les enfants concernés étaient du district de Bamako (57 %), puis des régions de Mopti (15 %) et de Kayes (8 %).
Une étude menée en 2006 et 2007 à Bamako et dans les différentes régions du Mali (à l’exception de la région de Kidal) par le Centre national de documentation et d'information sur la femme et l'enfant (CNDIFE) a permis de recueillir les données suivantes:
217 enfants (149 garçons et 68 filles) en 2006 et 167 enfants (119 garçons et 48 filles) en 2007 ont été accueillis en détention provisoire dans les maisons d’arrêt et les autres institutions pénitentiaires. Contrairement à la loi du 24 août 2001, une fille et trois garçons de moins de 13 ans ont été placés en détention provisoire respectivement en 2006 et 2007. Les adolescents de 16 à 18 ans sont les plus nombreux (170 en 2006, 115 en 2007).
Le nombre d’enfants en détention à la suite d’une condamnation était de 155 enfants (147 garçons et 8 filles) en 2006 et 49 enfants (44 garçons et 5 filles) en 2007. En 2006, environ 39 % des enfants poursuivis pour infraction ont été placés en détention à la suite d’une condamnation.
En 2006, 39 enfants sur 217 placés en détention provisoire ont été détenus avec des adultes et en 2007 70 enfants ont connu le même sort, ce qui est une violation de la loi portant sur la minorité pénale et institution de juridictions pour mineurs. Dans la majorité des prisons maliennes il n’existe pas un quartier réservé aux mineurs. Sur 54 établissements pénitentiaires, 41 ne disposent pas d’un quartier pour mineurs. La région de Gao est la seule à ne disposer d’aucun quartier pour mineurs dans ses établissements pénitentiaires.
Les centres de rééducation et de réinsertion pour mineurs sont des établissements accueillant des jeunes âgés de 13 à 17 ans. Ces jeunes sont placés dans ces centres à la suite de vols ou de blessures involontaires, ou en assistance éducative. Des centres existent dans plusieurs localités au Mali : Bollé, Ouélessébougou, Bougouni, Sikasso, Koutiala, Kimparana, Mopti et Ségou.
Dans les prisons maliennes, la majorité des enfants ne bénéficient pas de programmes d’éducation. Seules 11 structures sur 54 pratiquent la scolarisation des enfants, ce qui place le système pénitentiaire en contradiction avec l’obligation scolaire reconnue par la loi et la Convention relative aux droits de l'enfant.
Dans 35 établissements, les enfants bénéficient d’activités de loisirs et dans 33 d’un soutien social et psychologique.

### La participation des enfants

#### Le Parlement des enfants
En 1996 est créé le Parlement des enfants. Placé sous la tutelle du ministère de la Promotion de la Femme, de l’Enfant et de la Famille, il est défini comme une tribune de libre expression de tous les enfants du Mali.
Il est chargé « de mener toutes actions d’information, de sensibilisation des enfants, des parents, des pouvoirs publics, de la société civile et de tous ceux qui peuvent contribuer à l’expression d’une véritable solidarité nationale et internationale pour l’amélioration du bien-être physique, mental, social et économique des enfants du Mali et du Monde ».
Les membres du Parlement des enfants sont des enfants âgés de 10 à 18 ans. Ils sont désignés au niveau régional sur proposition des ONG, de la municipalité ou des écoles en tenant compte des différentes catégories (élèves, enfants qui travaillent, handicapés, enfants des zones rurales, etc.). Puis les enfants des parlements régionaux élisent les enfants du Parlement national.
Le Parlement des enfants procède à l’interpellation du chef de l'État, des membres du gouvernement et des hauts fonctionnaires, ainsi que des ONG et de la société civile, sur les questions qui les intéressent. Il peut aussi faire des recommandations qui sont transmises à l’Assemblée nationale.
Le 3 avril 2010, Boncana Maïga est devenu président du Parlement des enfants, succédant à Fatoumata Sankaré.
Il a été remplacé par Lalla Wangara au terme de la 12e session de l'institution en Décembre 2013. Depuis Décembre 2015, Fadimata Ibrahima Abba Sangaré, est Présidente

### L’expression des enfants
La radio, qui reste l’un des principaux moyens de communication au Mali, notamment en zone rurale a vu se développer des projets permettant l’expression des enfants. L’Union des radiodiffusions et télévisions libres du Mali en partenariat avec l’Unicef a ainsi développé le projet Oxijeunes qui « initient des enfants aux techniques de reportage, de réalisation, de présentation de journaux télévisés et de documentaires ou encore la rédaction et la présentation de programmes radio ».